# Любомир Пипков
Любомир Пипков (6 вересня 1904, Ловеч — 9 травня 1974, Софія
) — болгарський композитор, син композитора Панайота Пипкова. Навчався в Національній музичній академії в Софії і був учнем Поля Дюка з 1926 по 1932 рік. Потім працював диригентом хору в Софійській опері, пізніше став її директором. З 1948 року — професор в консерваторії. Створив 4 симфонії, концерти, камерно-інструментальні ансамблі, ораторію, кантату, фортеп'янні п'єси, хори, пісні і музику до кінофільмів.